# Tony Randall
Tony Randall, właściwie Arthur Leonard Rosenberg (ur. 26 lutego 1920 w Tulsie w stanie Oklahoma, zm. 17 maja 2004 w Nowym Jorku) – amerykański aktor filmowy i telewizyjny, znany głównie z ról komediowych. Był 6 razy nominowany do nagrody Złotego Globu.

## Wybrana filmografia
- Wszystko na kredyt (1957) jako Jerry Flagg
- Telefon towarzyski (1959) jako Jonathan Forbes
- Przygody Huckleberry Finna (1960) jako król
- Pokochajmy się (1960) jako Howard Coffman
- Kochanku wróć (1961) jako Peter „Pete” Ramsey
- Chłopcy wychodzą na noc (1962) jako George Drayton
- Siedem wcieleń doktora Lao (1964) jako 
  - doktor Lao
  - Merlin,
  - Pan,
  - Wielki Wąż (głos),
  - Meduza,
  - Apoloniusz z Tiany,
  - Człowiek Śniegu
- Nie przysyłaj mi kwiatów (1964) jako Arnold Nash
- A... B... C... (1965) jako Hercules Poirot
- Wszystko, co chcielibyście wiedzieć o seksie, ale baliście się zapytać (1972) jako operator (dowódca w mózgu)
- The Odd Couple (1970-75; serial TV) jako Felix Unger
- I o to chodzi! (1989; mockument) jako narrator i prowadzący
- Fatalny instynkt (1993) jako sędzia Skanky
- Do diabła z miłością (2003) jako Theodore Banner

## Życie prywatne
Pierwszą żoną aktora była Florence Gibbs. Byli małżeństwem przez 50 lat, od 1942 do jej śmierci w 1992; para nie miała dzieci. Drugie małżeństwo Randalla wywołało skandal – w 1995 poślubił Heather Harlan. On miał wtedy 75 lat, ona 25. Będąc żoną Tony’ego, Harlan urodziła dwoje dzieci: Julię (ur. 1997) i Jeffersona (ur. 1998). Pozostali małżeństwem do śmierci aktora w 2004.
Tony Randall zmarł w szpitalu w Nowym Jorku w wyniku komplikacji związanych z zapaleniem płuc.